# Филипо Фратантон
Филипо Фратантони (на италиански: Filippo Fratantoni) е италиански писател и философ, автор на романи.
Романът му „Felice Malacrita“ е екранизиран през 2014 г. в едноименния филм от Джанкарло Монтесано.
В продължение на много години заема длъжността съветник по култура в община Санто Стефано ди Камастра.

## Произведения
- Felice Malacrita (2005)
- La corona di rose (2013)[3]